# Hugo Riemann
Karl Wilhelm Julius Hugo Riemann (Groß-Mehlra, 18 luglio 1849 – Lipsia, 10 luglio 1919) è stato un musicologo, critico musicale e insegnante tedesco.

## Biografia
Hugo Riemann nacque a Groß-Mehlra, presso Sondershausen. Studiò legge e altre discipline a Berlino e Tubinga. Dopo la fine della guerra franco-prussiana, decise di dedicarsi completamente alla musica, iscrivendosi al Conservatorio di Lipsia, la celebre istituzione fondata da Felix Mendelssohn-Bartholdy. Dopo alcuni anni di insegnamento a Bielefeld, rientrò a Lipsia in veste di Privatdozent su invito del locale ateneo.
Trasferitosi a Bromberg nel 1880, fra il 1881 e il '90 insegnò pianoforte e teoria musicale al Conservatorio di Amburgo. Dopo un periodo di magistero a Wiesbaden (1890-95), fu nuovamente invitato a tenere corsi all'Università di Lipsia, dove ottenne la cattedra di professore ordinario nel 1901.

## Opere
Oltre al suo lavoro di docente, conferenziere e compositore di brevi pezzi pedagogici, Riemann guadagnò fama mondiale come musicografo (saggista in materia di musica). I suoi lavori più conosciuti sono: 
- il celebre Musiklexikon, un grande dizionario della musica e dei musicisti;
- l'Handbuch der Harmonielehre, un manuale di armonia;
- il Lehrbuch des Kontrapunkts, un manuale di contrappunto.

Tutti questi lavori sono stati tradotti in inglese.
Una delle sue teorie, la Tonnetz (rete di suoni), è l'antecedente del concetto di spazio di altezze e classe di altezze. I due termini, in teoria musicale, sono internazionalmente noti rispettivamente nelle loro dizioni inglese e tedesca: per questo in genere non vengono tradotti.
Riemann scrisse molti altri saggi, a testimonianza della sua conoscenza enciclopedica della musica. La sua figura gode della massima stima presso l'establishment musicale tedesco e internazionale.